# Guadalquivir

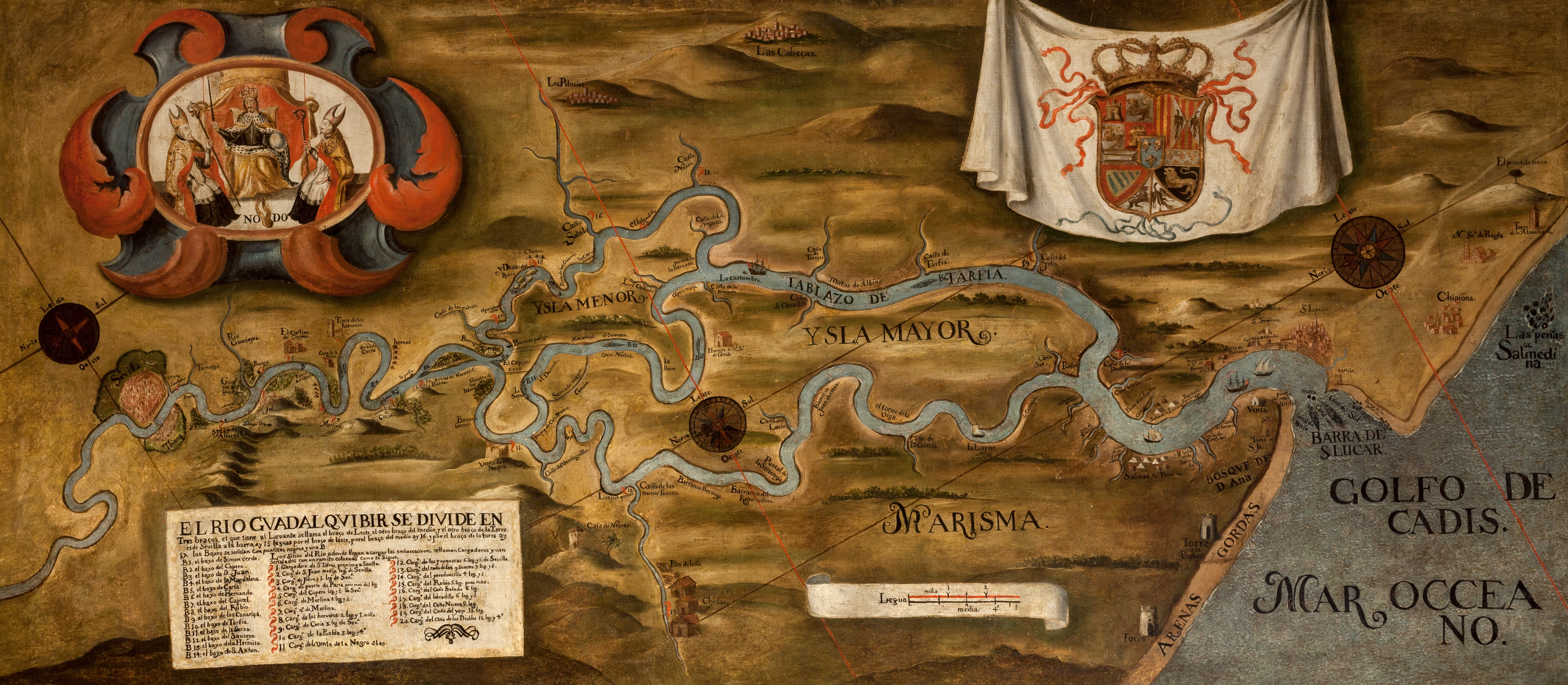
El río Guadalquivir en 1760. Aparece también el escudo de Sevilla y el estandarte real de España en esa etapa del

El Guadalquivir (del árabe: الوادي الكبير al-wādi al-kabīr, «el río grande»), antiguamente llamado Betis (del latín: Bætis, Baetis), es un río de España, cuyo cauce discurre por Andalucía.
Desde la antigüedad se ha situado su nacimiento en la sierra de Cazorla, provincia de Jaén. Su cuenca hidrográfica abarca territorios de las provincias de Almería, Jaén, Córdoba, Sevilla, Huelva, Cádiz, Málaga, Granada, Murcia, Albacete, Ciudad Real y Badajoz. Desemboca en el océano Atlántico en un amplio estuario entre Almonte (Huelva) y Sanlúcar de Barrameda (provincia de Cádiz). Entre Sevilla y el estuario se sitúa una amplia zona húmeda, las marismas del Guadalquivir; parte de estas marismas están dentro del parque nacional de Doñana.
Es el quinto río por longitud de la península ibérica. Tiene 657 km desde la sierra de Cazorla hasta Sanlúcar. En su recorrido por Andalucía de este a oeste, atraviesa ciudades como Andújar, Córdoba y Sevilla. Desde la época prerromana fue conocido como Baetis o Betis, y fue llamado por los árabes Wad al-Kibir a partir del siglo XI.

## Nombres históricos
El segundo nombre que adoptó el río fue Baetis o Baitis. Este nombre tiene un origen prerromano incierto, y puede haberse formado a partir de una raíz céltica, íbera o ligur. La raíz baet o baes estaba presente en España, Francia y Bélgica. A través de esta raíz se formaron topónimos, nombres de tribus y nombres de dioses. Entre estos términos estaban Baeturia, Baetulo, Baetera, Baetorix, Baetasii, Baesisceris, Baesadines, Basippo, Besilus, Besaro, Baesula, Baecila, Baesucci, Baesella, Baeserte, etc. De esa raíz vienen algunos topónimos actuales ampliamente conocidos como de Baeza, Béziers, Besós, Bailén, Besalú y Úbeda. Algunos estudios sostienen que los fenicios llamaron al río Betsi, que es una palabra cananea.
El poeta Estesícoro, oriundo de Sicilia y de entre finales siglo VII a. C. y el siglo VI a. C., habló de este río como el Tartessos y dijo que se encontraba junto a Eritea. No obstante, los propios tartesios siguieron llamado Baetis a su río central. Los romanos conquistarían luego la región a los cartagineses y el nombre siguió siendo, sin modificación alguna, Baetis o Betis. Y, aunque el nombre siguió sin modificación desde la época prerromana, algunos autores se refirieron al río con otros nombres, como Esteban de Bizancio, que lo llamó Perkēs o Tito Livio, que lo llamó Certis y también Rherkēs . Algunos geógrafos griegos lo llamaron simplemente 'el río de Tartessos' por la ciudad que cruzaba.
Según otra teoría, Baetis no sería el verdadero nombre tartésico del río, sino que lo que sería Tharsis, siendo Baetis una transliteración grecorromana resultado de confundir la <T> y <R> tartésicas con la beta y delta griegas, muy similares visualmente. Esto habría dado como consecuencia Badsis, más tarde corrompido a Baitis.
Aunque los árabes fueron relativamente respetuosos con los nombres locales, cuando se estableció la capital en Córdoba el río fue llamado Nahr Qurtuba ('río de Córdoba') desde la época de Rasis. No obstante, en el siglo XI, la fitna revolucionaria hundió el califato de Córdoba y este nombre empezó a declinar y la clásica palabra árabe para hacer referencia a un río (nahr) va siendo sustituida por otra más actual: «uadi». Wādī o wād (> árabe magrebí oued o wed)  era como se llamaba en el Sahara y en el Magreb a las grandes ramblas. Entonces pasa a ser llamado valle Grande, que es al-wādī l-kabīr. Al-Kabīr proviene de un fenómeno hispano-árabe conocido como la "imāla", que convierte en kabīr> kibīr. Cuando Fernando III llega a Sevilla en el siglo XIII el río ya es conocido como Guadalquebir o Guadalquibir, que en la ortografía actual es Guadalquivir.
Curiosamente, Idrisi, en su mapamundi de 1154, pone al río el nombre de Nahr Agtam. Por otro lado, otros autores árabes como Ibn Abd Rabbihi o Ibn al-Jatib lo llaman "río de Sevilla".

## Afluentes
La principal característica de los afluentes del Guadalquivir es la gran diferencia entre los de ambas márgenes, que son expresión de las considerables diferencias geográficas que existen entre Sierra Morena y las cordilleras Béticas.
Los afluentes del Guadalquivir por el margen izquierdo tienen mucho más recorrido que los del margen derecho, de hecho el Genil es el afluente más largo de España. En general, tienen una orientación sureste-noroeste y discurren por las cordilleras Béticas hasta el gran colector, atravesando amplias campiñas.
En el margen derecho, los afluentes, conocidos como mariánicos, presentan una red poco articulada. Más bien son cursos independientes con cierta equidistancia que discurren hacia el mismo colector. Parten de cumbres peniplanizadas del macizo ibérico y descienden por los flancos de Sierra Morena con un cauce muy encajado en sus duros materiales.

## Régimen fluvial

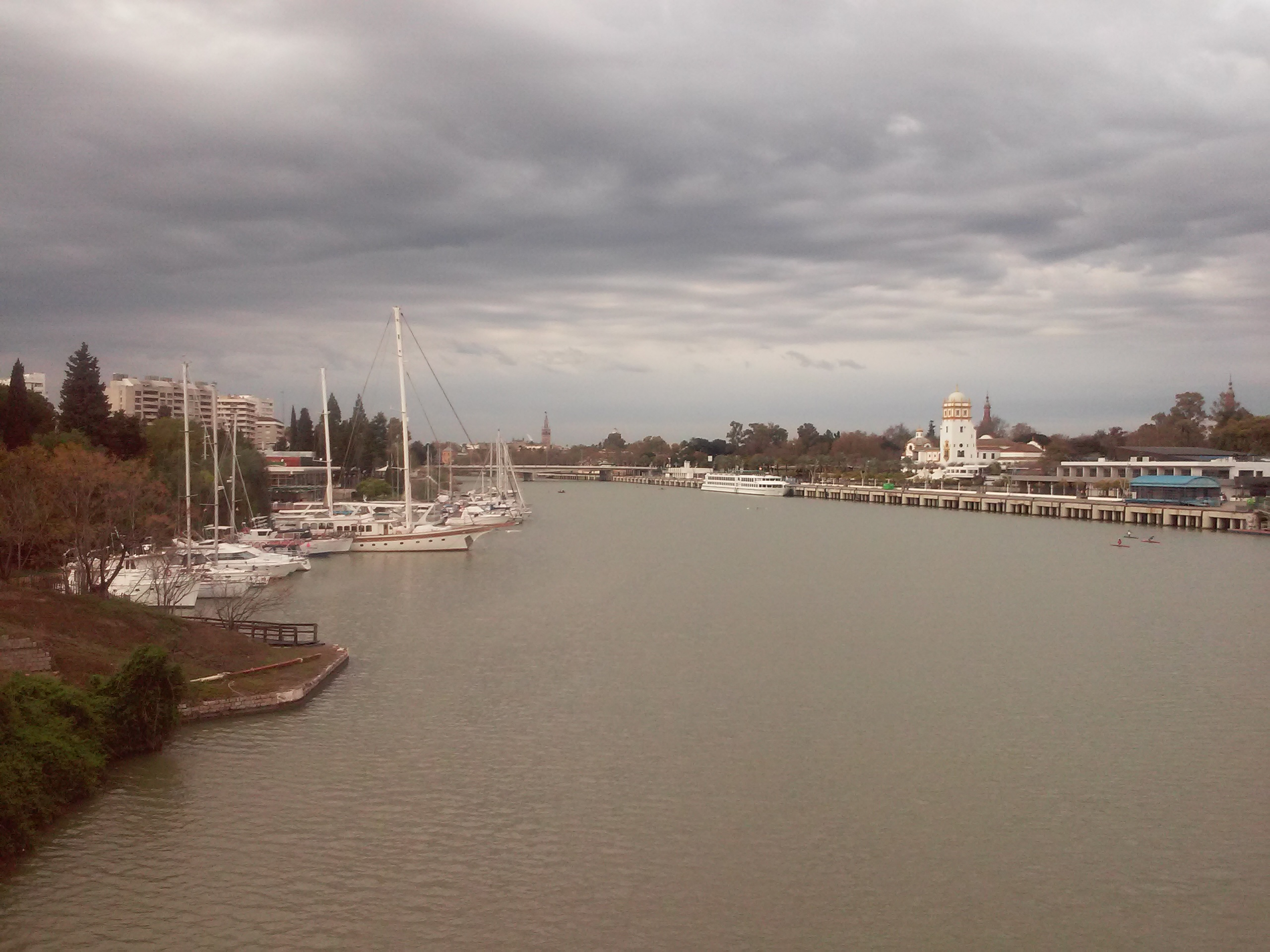
Canal del Guadalquivir desde el puente de Las Delicias

El régimen pluvial en la cabecera tiene un máximo en invierno que es general en toda la cuenca. El deshielo en las sierras, que tiene lugar en primavera, también aporta una cantidad significativa de agua al caudal del río. La irregularidad es de 5,1 en la cabecera y de 3,40 a la desembocadura.
Las crecidas del Guadalquivir han causado problemas a lo largo de la historia, sobre todo, a la provincia de Sevilla, en plena llanura aluvial. En Sevilla el río se desbordaba a menudo, inundando amplias zonas del casco antiguo y del barrio de Triana. Solo en el siglo XX el Guadalquivir se salió en 18 ocasiones: 1902 al 
1947, por lo que finalmente se decidió desviar el río y dejar el antiguo cauce como dársena. Así, el problema de las inundaciones se ha resuelto en la capital andaluza, no así en Córdoba y otras poblaciones de la cuenca como Andújar, Montoro y Lora del Río, afectadas por inundaciones en diciembre de 1996, diciembre de 1997 y febrero y diciembre de 2010. La crecida más fuerte del siglo XX fue la de febrero de 1963 con un caudal de 5400 m³/s en Córdoba y 6700 m³/s en Sevilla. La regulación del río, así como de todos sus afluentes, ha impedido que se vuelvan a alcanzar caudales de esa magnitud. Tras la construcción de los grandes embalses destacan las inundaciones de diciembre de 1996 y 1997, en las que en Sevilla se llegó a 3810 m³/s y 3234 m³/s respectivamente. Más recientemente, en la crecida de febrero de 2010, el Guadalquivir llegó a 2400 m³/s en Córdoba y 3174 m³/s en Sevilla. En diciembre de 2010, debido a la crecida de su principal afluente, el Genil, que superó los 1000 m³/s, el caudal en Sevilla fue de 3584 m³/s.

## Embalses

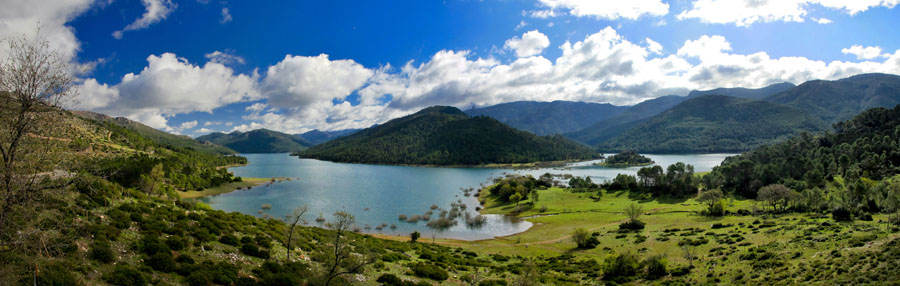
Embalse del Tranco de Beas, en la provincia de Jaén

En la cuenca del Guadalquivir hay 57 embalses. Los que albergan más de 100 hm³ son los siguientes:
| Embalse                 | Río              | Localidad/es                                     | Provincia   | Capacidad (hm³) | Año de construcción |
| ----------------------- | ---------------- | ------------------------------------------------ | ----------- | --------------- | ------------------- |
| Aracena                 | Rivera de Huelva | Puerto Moral, Aracena y Zufre                    | Huelva      | 127             | 1969                |
| Arenoso                 | Arenoso          | Montoro                                          | Córdoba     | 167             | 2008                |
| Bembézar                | Bembézar         | Hornachuelos                                     | Córdoba     | 342             | 1963                |
| El Pintado              | Viar             | Cazalla de la Sierra                             | Sevilla     | 213             | 1948                |
| Giribaile               | Guadalimar       | Ibros y Vilches                                  | Jaén        | 475             | 1996                |
| Guadalén                | Guadalén         | Arquillos y Vilches                              | Jaén        | 168             | 1958                |
| Guadalmellato           | Guadalmellato    | Adamuz, Obejo y Córdoba                          | Córdoba     | 147             | 1928                |
| Guadalmena              | Guadalmena       | Chiclana de Segura, Segura de la Sierra y Orcera | Jaén        | 347             | 1997                |
| Huesna                  | Huéznar          | Constantina y El Pedroso                         | Sevilla     | 135             | 1990                |
| Iznájar                 | Genil            | Rute y Cuevas de San Marcos                      | Córdoba     | 981             | 1969                |
| Jandula                 | Jándula          | Andújar                                          | Jaén        | 322             | 1932                |
| José Torán              | Guadalbarcar     | Lora del Río                                     | Sevilla     | 113             | 1991                |
| La Breña II             | Guadiato         | Almodóvar del Río                                | Córdoba     | 823             | 2009                |
| La Fernandina           | Guarrizas        | Vilches                                          | Jaén        | 245             | 1991                |
| Montoro                 | Montoro          | Solana del Pino y Mestanza                       | Ciudad Real | 105             | 2008                |
| Negratín                | Guadiana Menor   | Freila                                           | Granada     | 567             | 1984                |
| Puente Nuevo            | Guadiato         | Villaviciosa de Córdoba                          | Córdoba     | 282             | 1972                |
| Rumblar                 | Rumblar          | Baños de la Encina                               | Jaén        | 126             | 1941                |
| San Clemente            | Guardal          | Huéscar                                          | Granada     | 118             | 1990                |
| San Rafael de Navallana | Guadalmellato    | Córdoba                                          | Córdoba     | 157             | 1991                |
| Tranco de Beas          | Guadalquivir     | Santiago-Pontones y Hornos de Segura             | Jaén        | 498             | 1948                |
| Yeguas                  | Yeguas           | Montoro y Marmolejo                              | Córdoba     | 229             | 1989                |
| Zufre                   | Rivera de Huelva | Zufre                                            | Huelva      | 175             | 1991                |

## Curso del río
El Guadalquivir recorre su curso de este a oeste, girando al sur en la provincia de Sevilla. La mayor parte de los 657 km de longitud transcurren por un terreno llano llamado depresión del Guadalquivir. La anchura del río es de unos 10 m en Úbeda, 60 m en Córdoba y 330 m en su tramo final.

### Curso alto

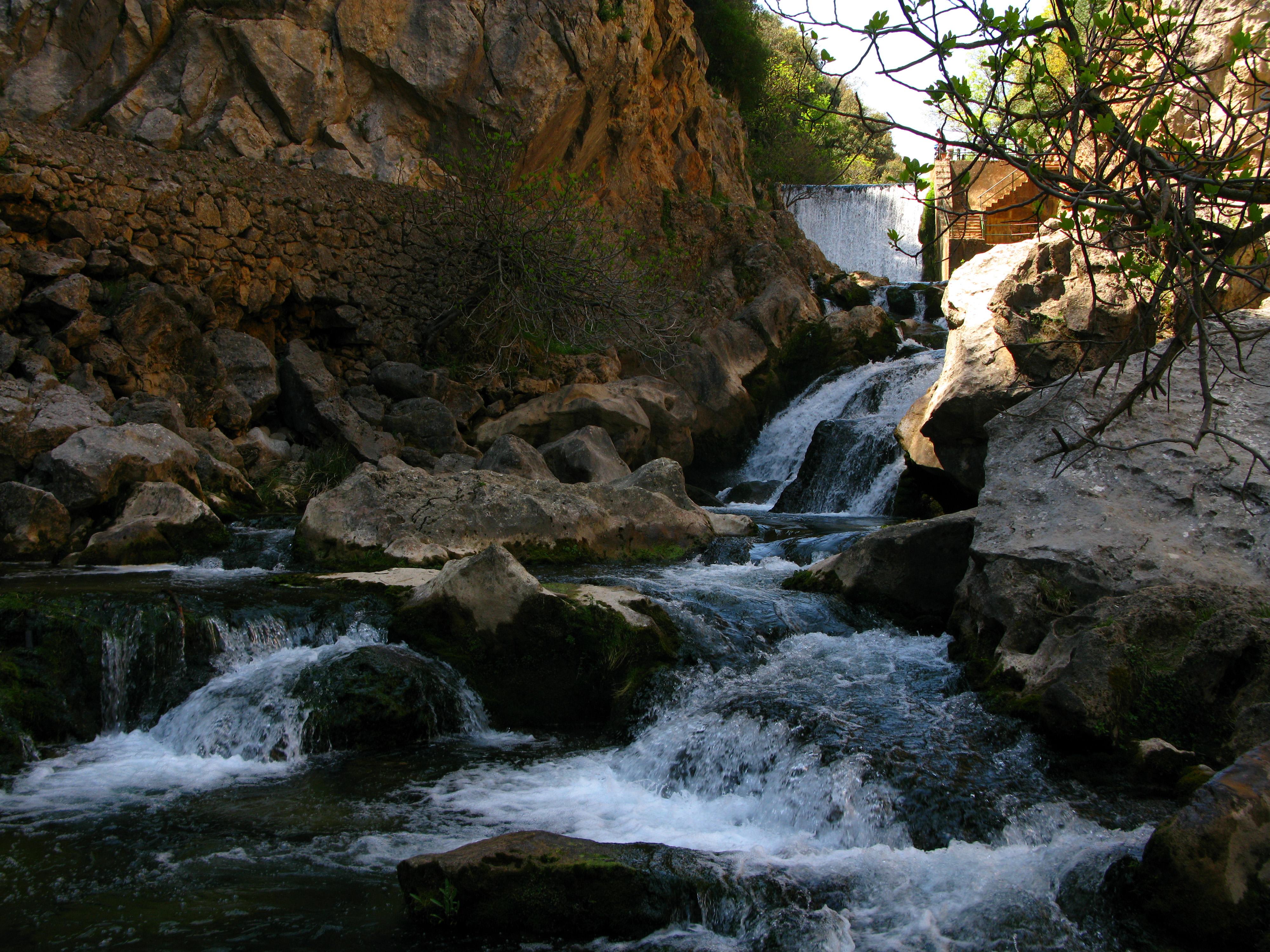
Curso alto del río Guadalquivir a su paso por Cerrada del Utrero

La mayor parte de los autores de la antigüedad romana estaban de acuerdo en que el Guadalquivir nacía en la sierra de Cazorla. Una tradición medieval dice que el Guadalquivir nace en la Cañada de las Fuentes dentro de la sierra de Cazorla, en término del municipio de Quesada, al este de Jaén. En el siglo XIX el político y literato Pascual Madoz argumentó que el nacimiento se encontraba en el nacimiento del Guadiana Menor. En el siglo XX el historiador Vicente González Barberán suscribió la teoría de que el Guadalquivir nacía donde el Guadiana Menor, concretando su origen en la Cañada de Cañepla, Almería, cerca de la linde con Granada y Murcia. En una obra de Arturo Ruiz y otros autores, se argumenta que Plinio situó el origen del Guadalquivir en el bosque Tugiensis, junto a la colina de Tugia (actual Toya en el municipio de Peal de Becerro), que sí se encuentra cerca del nacimiento en Quesada.
Siempre en dirección NNE atraviesa la Cerrada de los Tejos, El Raso del Tejar, La Espinareda, la Cerrada de los Cierzos y el puente de las Herrerías. Tras pasar junto al Vadillo Castril se remansa brevemente en el pequeño embalse de la Cerrada del Utrero a unos 980 m s. n. m. Pierde altura en la Cerrada del Utrero y pasa junto a Arroyo Frío (La Iruela), cruza el puente del Hacha y la Herradura para bordear el cerro de Cabeza Rubia y aguas abajo recibir por la margen derecha al río Borosa y algo más abajo al río Aguamulas, también por el mismo margen. Se remansa nuevamente en el extenso reservorio del pantano del Tranco de Beas a 650 m s. n. m., donde gira al oeste atravesando la sierra de Las Villas, junto al charco del Aceite recibe por la izquierda al arroyo de María y unos tres kilómetros más abajo también por la izquierda al arroyo del Chillar, para poco después salir del parque natural de las Sierras de Cazorla, Segura y Las Villas.
Tras salir de esta zona montañosa llega a unas llanuras de olivares a 15 km de Úbeda. En esta zona recibe agua de los ríos Guadiana Menor y Jandulilla. El Guadiana Menor desemboca en el embalse Doña Aldonza y el Jandulilla entre este y el embalse de Pedro Marín, junto a la aldea de El Donadío (Úbeda). Aguas arriba queda el embalse del Puente de la Cerrada. Estos tres embalses, la desembocadura de estos dos afluentes y el Guadalquivir están enmarcados en el Paraje Natural del Alto Guadalquivir, que tiene 663 hectáreas. Este Paraje Natural abarca también parte de la Sierra de San Pedro y algunos terrenos agrícolas. Las zonas húmedas de este Paraje Natural están cerca de la Laguna Grande. Sigue bordeando La Loma por el sur, y pasada la pedanía del Puente del Obispo (Baeza) recibe por la margen izquierda al río Torres y más abajo por la derecha al río Guadalimar.
El curso alto, desde su nacimiento hasta Mengíbar, tiene una extensión de unos 212 km y pendiente media de 6,7 milésimas.

### Curso medio

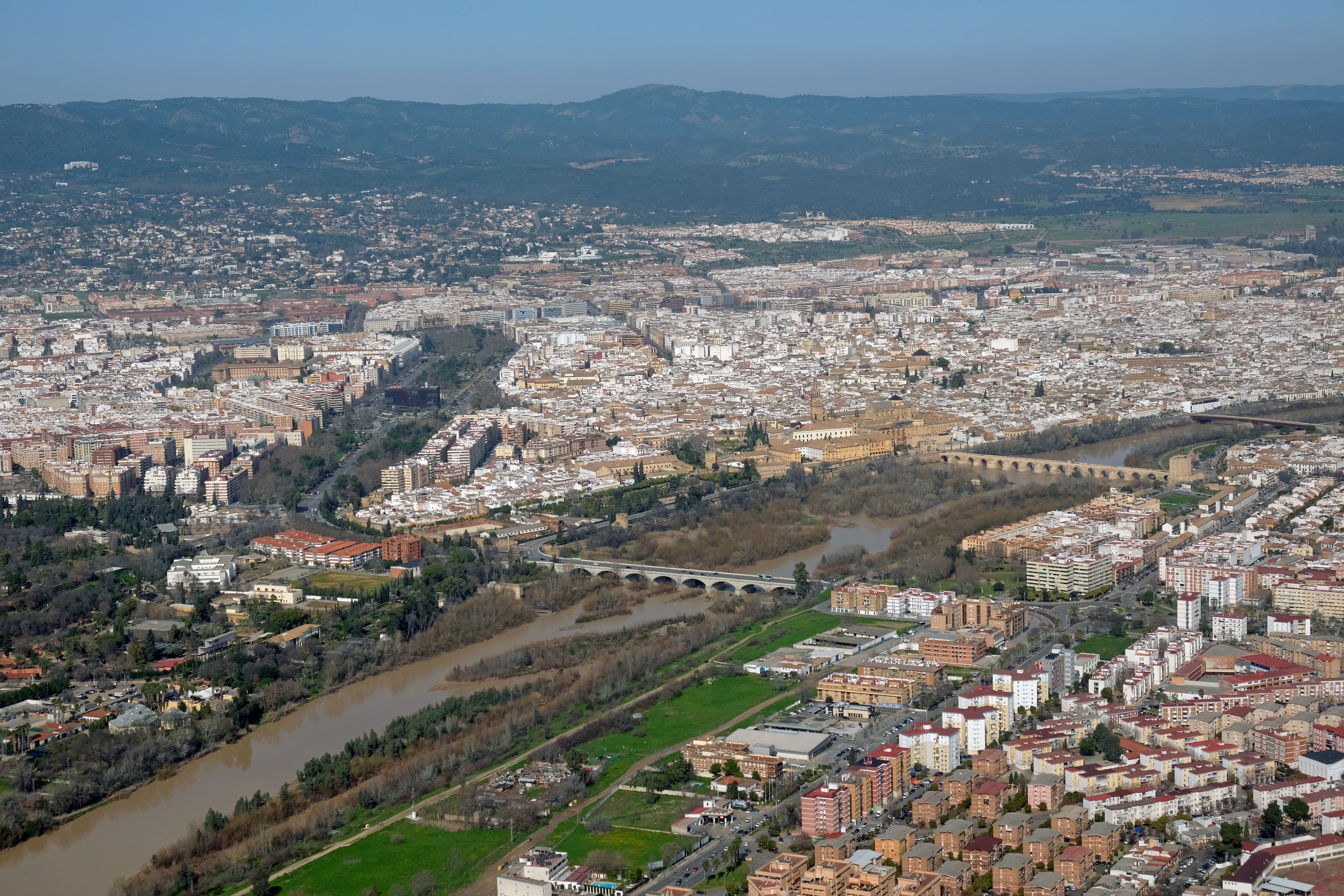
El Guadalquivir en Córdoba

Girando hacia el noroeste pasa junto a Mengíbar, donde recibe por la izquierda al río Guadalbullón y junto a Espeluy, pasado el cual recibe por la derecha al río Rumblar. Bordeando al sur Sierra Morena, pasa junto a Villanueva de la Reina y Andújar pasado el cual recibe a la derecha al río Jándula. Pasa junto a Marmolejo y en el límite de provincia con Córdoba recibe por la derecha al río Yeguas.
Al norte del río queda Sierra Morena. Las vegas y campiñas son mucho más extensas al sur y terminan en las cordilleras Béticas.
Posteriormente, el Guadalquivir se encuentra con Villa del Río y Montoro, tras el cual recibe por la derecha al río Arenoso, Pedro Abad, El Carpio y Alcolea. Poco antes de este último recibe por la izquierda al río Guadalmilla, atraviesa Córdoba y recibe por la izquierda al río Guadajoz. En Almodóvar del Río recibe por la derecha al río Guadiato, pasa por Posadas y recibe por la derecha al río Bembezar. En Palma del Río recibe los ríos Retortillo, por la derecha, y Genil por la izquierda.
El curso medio va desde Mengíbar hasta Peñaflor. Este recorrido es de 247,8 km y tiene una pendiente media de 0,73 milésimas
Existe una comarca llamada Valle Medio del Guadalquivir que va desde Montoro hasta Alcalá del Río.

### Curso bajo

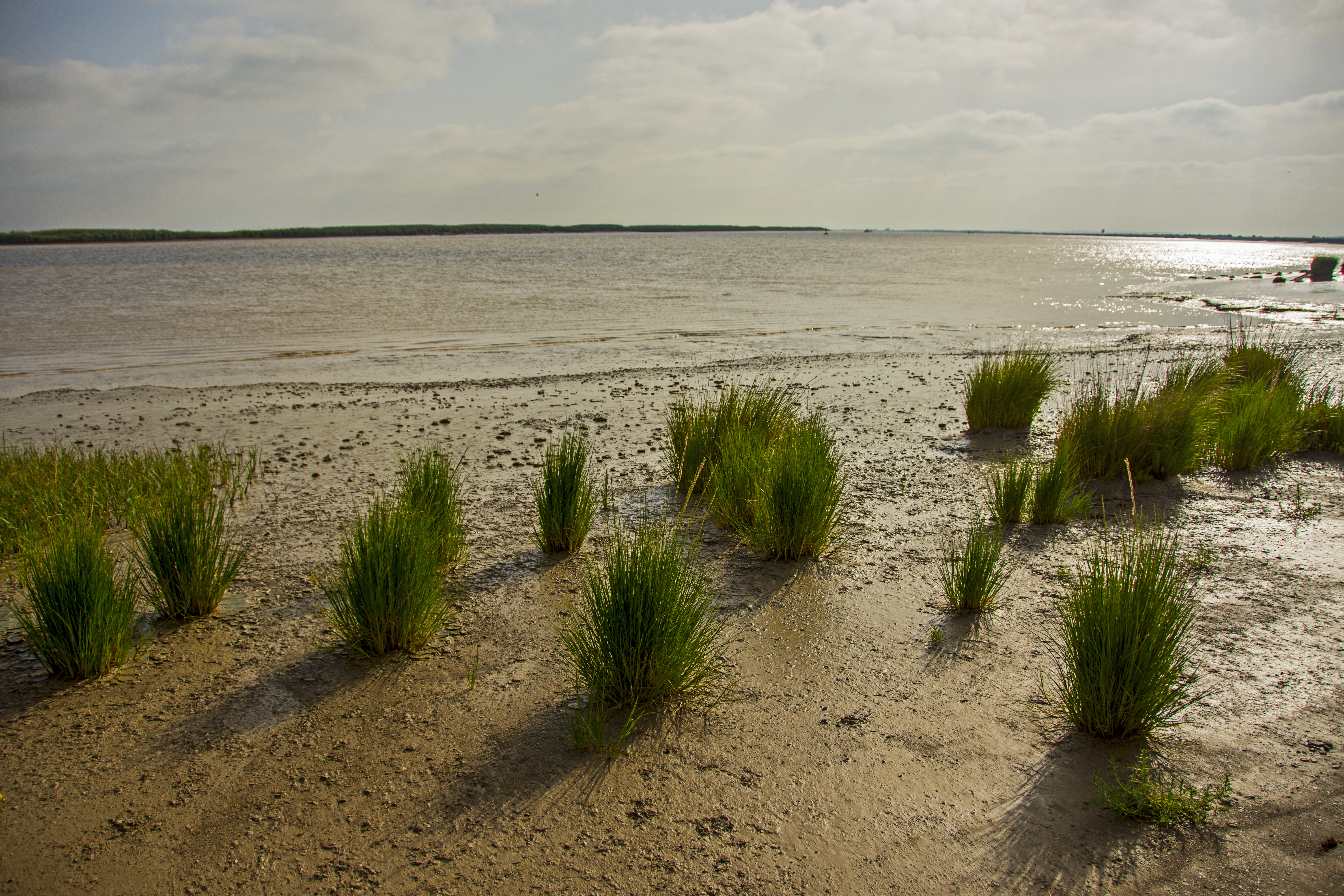
El río Guadalquivir a la altura de la localidad de Trebujena

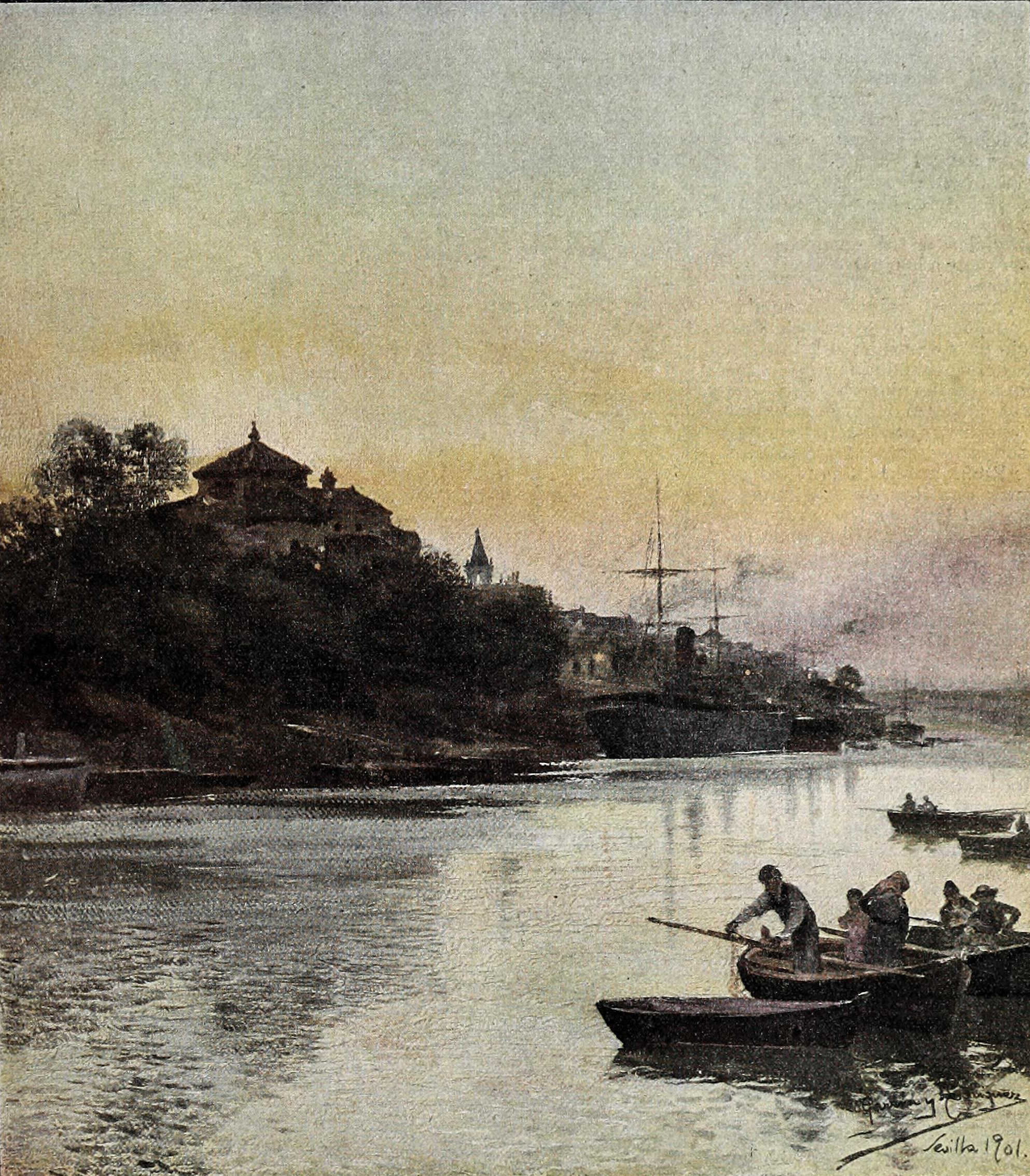
El Guadalquivir por García y Rodríguez

El río Guadalquivir entra en la provincia de Sevilla y pasa por Peñaflor, Lora del Río, Alcolea del Río, Tocina y Cantillana junto al cual recibe por la derecha al río Viar. Va pasando por Villaverde del Río, Brenes, Alcalá del Río, La Rinconada y La Algaba bajo el cual recibe por la derecha al río Rivera de Huelva y por la izquierda el cauce artificial del Tamarguillo. 
Pasa por el lado oeste de Sevilla. Al este el río cuenta con una gran dársena donde se encuentra el Puerto de Sevilla y, al final de esta, existe un tapón de tierra en el barrio de San Jerónimo. Prosigue por el Aljarafe, donde deja a la derecha Camas, San Juan de Aznalfarache y Gelves, localidad en la que existe un puerto deportivo, y posteriormente recibe por la izquierda al río Guadaíra.
Dejando a la derecha Coria del Río y La Puebla del Río, se divide por debajo de estos en varios brazos y zonas semipantanosas llamadas las marismas del Guadalquivir, por donde pasa por la última ciudad de la provincia de Sevilla: la localidad de Lebrija y recibe su último afluente por la derecha, el río Guadiamar. Entra en la provincia de Cádiz por Trebujena, donde los Esteros del Guadalquivir han sido declarados Reserva Ecológica. Al oeste se encuentra el parque nacional de Doñana. Formando línea divisoria entre las provincias de Cádiz y Huelva, desemboca en el océano Atlántico junto a los términos municipales de Almonte y Sanlúcar de Barrameda.

## Obras en el cauce del Bajo Guadalquivir

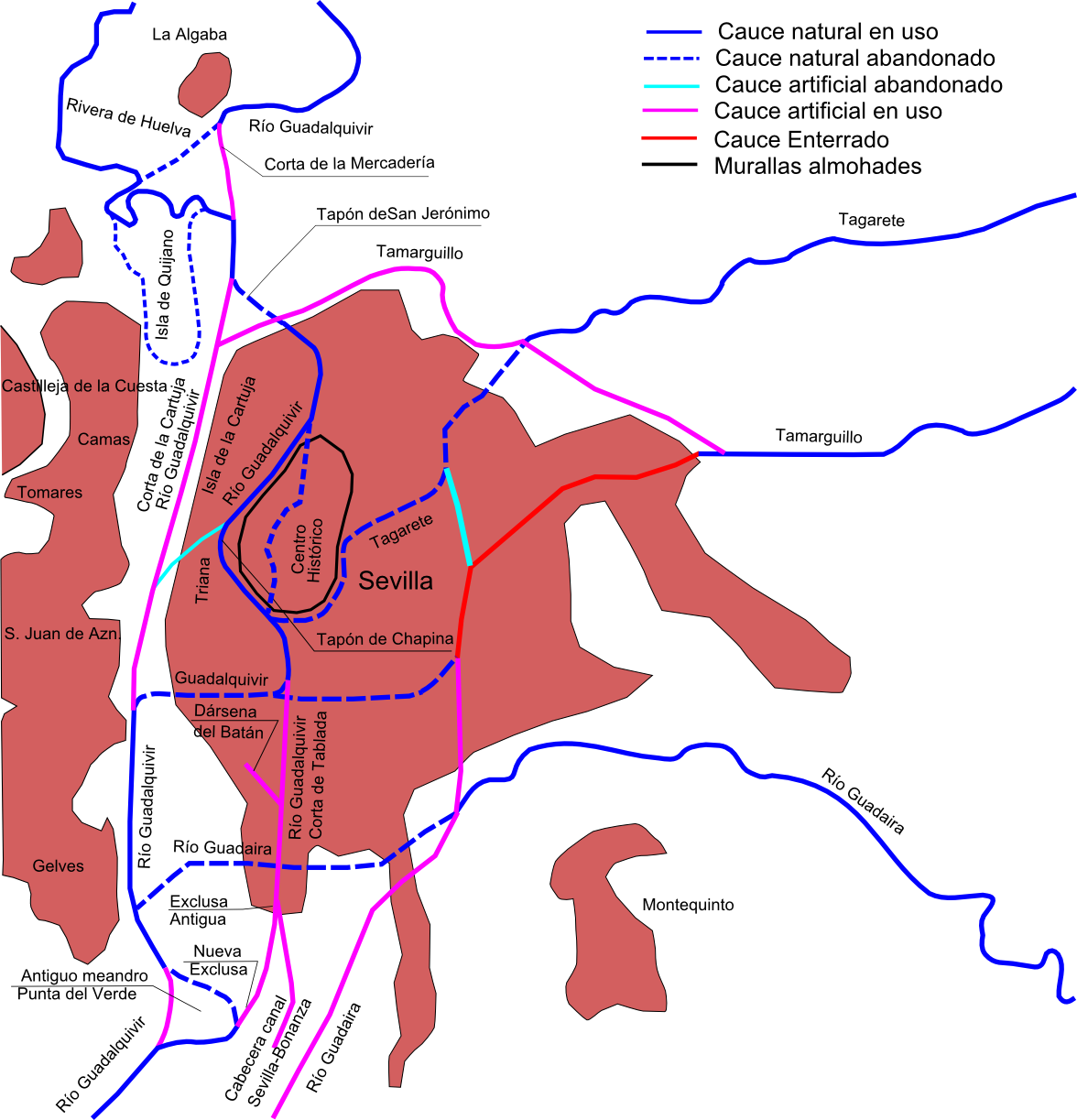
Distintos cambios en el curso del Guadalquivir a lo largo de los años a su paso por Sevilla

Desde 1717 a 1815 la ría estuvo a cargo de un Real Consulado. En 1794 el Consulado obtuvo la autorización del Gobierno para emprender algunas obras. En 1795 se realiza la primera corta del río, la de la Merlina. Este fue un proyecto dirigido por Scipión Perosini. Esta corta tenía poco más de 500 metros y con ella se evitaba el torno de la Merlina, de unos 10 km, y los peligrosos bajos entre Coria del Río y Dos Hermanas.
En 1815 se crea la Compañía del Guadalquivir y en 1816 se inician las obras de la corta Fernandina, para evitar el torno del Borrego, situado aguas arriba de Isla Menor. Su longitud era de 1700 metros y su trazado era ligeramente curvo, lo que redujo el cauce del río en 16 km. La Compañía tiene también entre sus méritos la creación del primer buque de vapor de España, el Real Fernando Betis. Tras una serie de proyectos infructuosos de la Compañía el Gobierno decide abolirla en 1852 y asumir directamente el control de los proyectos. Para ello encargaron un estudio de mejora de la ría al ingeniero de caminos Canuto Corroza que fue finalizado en 1857 y que fue aprobado por el gobierno en 1859. Aunque el estudio de Corroza no carecía de erudición, erraba en los métodos de ejecución, y los 4 años de obras para llevarlo a cabo perjudicaron enormemente al estuario y al comercio, además de suponer un trabajo duro e inútil que generó un gran malestar social. No obstante, a partir de 1863 se encargó de las obras Manuel Pastor y Landero, que sí actuó de manera eficaz, y tras un lustro de trabajos logró que el río alcanzase un calado navegable de 5,18 metros.
En 1870 el gobierno aprobó el Decreto para la constitución de la Junta de Obras del Puerto de Sevilla y del río Guadalquivir. En 1871 se aprobará por Real Orden el reglamento de esta organización. Su labor principal, hasta principios del siglo XX, fue la de conservar y completar las instalaciones y proyectos. En 1880 se finaliza la corta de los Jerónimos, que era una alineación recta de 5230 metros y que sustituía a un torno de 13 km de desarrollo.
En 1902, el ingeniero vasco Luis Moliní Uribarri, entonces director de la Junta de Obras, redactó un proyecto para que el río tuviera 7 metros de calado y fuera una vía más efectiva para que los barcos fueran desde el océano al interior. Para ello era preciso realizar obras de mejora del puerto, la ría y la desembocadura. Las obras del entorno de la ciudad serían las más ambiciosas. De 1909 a 1916 se construyó la corta de Tablada, que disminuía el recorrido que tenía que realizar los barcos para llegar al puerto.
En 1926 el nuevo trazado del río fue inaugurado por Alfonso XIII a bordo del crucero argentino Buenos Aires, donde iban los tripulantes del hidroavión Plus Ultra, que habían cruzado el Atlántico.
A partir de 1929 se pone en marcha el plan de obras del ingeniero José Delgado Brackenbury. Este consistiría en crear un tapón en Chapina y dejar que el río vivo discurriera desde el norte, pasando junto al barrio de San Jerónimo y por el norte del barrio de Triana. Esto produjo una división entre el barrio de Triana y la Cartuja. Las obras del Plan Brackenbury fueron realizadas en dos fases: de 1929 a 1933 y de 1946 a 1950.
Las obras de la primera mitad del siglo XX habían convertido al río a su paso por el centro en una dársena, aunque el nuevo trazado hacía posible que se inundaran San Jerónimo y Triana, por lo que fue realizado también un largo muro de defensa. 
También en 1953, el gobierno encargó a la dirección del puerto un anteproyecto para mejorar el canal de acceso al Puerto de Sevilla. Se plantearon tres opciones, siendo la tercera un proyecto ambicioso. Consistía en excavar un canal marítimo situado en las márgenes del Guadalquivir para abandonar definitivamente el cauce natural del río para barcos mercantes. El canal uniría el Puerto de Sevilla con una desembocadura en Bonanza. El proyecto del Canal Sevilla-Bonanza se redactó en 1961, fue aprobado por el gobierno en 1964 y comenzó a construirse en diciembre de 1968, con la previsión de finalizar en 1975. En este comienzo se realizaron las cortas de Olivillos y de La Isleta. Sin embargo, el proyecto no continuó y en la actualidad parece descartado.
En 1983 un funcionario fue arrestado por haber sustraído 10 millones de pesetas de la Junta de Obras.
En las obras previas a la Exposición Universal de 1992 se realizaron algunas obras fluviales. Se eliminó el tapón en Chapina para que la dársena continuara hasta el parque de San Jerónimo, donde se encontraba un nuevo tapón, y el río vivo discurría ya por completo en paralelo a la dársena al oeste de la ciudad. La Cartuja quedaría, a su vez, casi envuelta por la dársena y por el río, con una conexión terrestre al sur, en Triana, y otra al norte, junto al norte de la SE-30 o Ronda Supernorte, en el entorno del parque de San Jerónimo.

## Flora y fauna

### Flora

#### Árboles
En toda la cuenca del Guadalquivir son habituales la encina meridional (Quercus rotundifolia), el pino laricio (Pinus nigra), y el álamo blanco (Populus alba). En el margen derecho y en las cordilleras Béticas es habitual el madroño (Arbutus unedo). El alcornoque (Quercus suber) es un árbol presente en toda Andalucía, aunque los grandes bosques de esta variedad se hacen más frecuentes a partir del cauce medio y se extienden por grandes terrenos de Andalucía Occidental. En el cauce alto es habitual el cerezo de santa Lucía (Prunus mahaleb), el fresno (Fraxinus angustifolia) el castaño (Castanea sativa). Por todo el recorrido del río y por amplias zonas andaluzas es muy habitual el enebro de miera (Juniperus oxicedrus). El almez (Celtis australis) es un árbol frecuente en el entorno del Guadalquivir a su paso por las provincias de Córdoba y Sevilla. La jacaranda (Jacaranda mimosifolia) es una especie frecuente en toda la cuenca del Guadalquivir. El cinamomo (Melia azedarach) es una especie muy frecuente en la cuenca del Guadalquivir a partir del cauce medio.
El acebuche (Olea europaea silvestris), el pino piñonero (Pinus pinea), el chopo (Populis nigra), el falso pimentero (Schinus molle), el ficus (Phicus macrophylla), la palmera (Phoenix dactilifera), la acacia (Acacia dealbata), la falsa acacia (Robinia pseudoacacia), el plátano de sombra (Platanus hispanica) y la platanera (Platanus) son árboles que están presentes en toda Andalucía, incluida la cuenca del Guadalquivir.
El olivo es un árbol presente en toda Andalucía. El naranjo (Citrus × aurantium) está presente en Andalucía en las provincias de Huelva y Sevilla (a veces junto al Guadalquivir) y en la provincia de Granada.

#### Arbustos y hierbas
En Andalucía, y por ende en la cuenca del Guadalquivir, son frecuentes las siguientes especies: jara común (Cistus ladanifer),, romero (Salvia rosmarinus), culantrillo de pozo (Adiantum capillus-veneris), verónica (Veronica filiformis), mejorana (Thymus mastichina), majuelo (Crataegus monogyna) diente de león (Taraxacum officinale), aladierno (Rhamnus alaternus) zarza (Rubus fruticosus), girasol (Helianthus annuus) gayomba (Spartium junceum), jazmín amarillo (Jasminum fruticans),, lantana (Lantana camara), viborera (Echium plantagineum), dama de noche (Cestrum nocturnum), y clavel (Dianthus caryophyllus).
El arbusto matagallo es muy frecuente en la cuenca del Guadalquivir a partir del cauce medio, así como en todo el litoral andaluz. Aunque el jaguarzo vaquero (Cistus salviifolius) está presente en varios lugares de Andalucía (como Sierra Morena), en lo que respecta a la cuenca del Guadalquivir solo es frecuente en la sierra de su cauce alto. El ajo silvestre (Allium suaveolens) está presente en la cuenca del Guadalquivir a partir del cauce medio. El arbusto durillo (Viburnum tinus) está presente en varios lugares de Andalucía Oriental, y en lo que respecta a la cuenca del Guadalquivir está presente en los cauces alto y medio. 
El arbusto cornicabra (Pistacia terebinthus) está presente en las provincias de Jaén, Córdoba, Málaga y Granada. Su presencia en las provincias de Jaén y Córdoba lo sitúa en el cauce alto y medio del Guadalquivir. El cuernecillo (Lotus corniculatus) se encuentra cerca del cauce en el curso alto, y más lejos del cauce en el curso medio. También está presente en las sierras de Huelva y Málaga. A ambos lados de los cursos medio y bajo, y lejos del cauce, hay espacios donde son habituales los murajes (Anagallis arvensis). La enea (Typha latifolia) es muy habitual en el cauce bajo y se extiende por el litoral gaditano y onubense. El brezo (Erica arborea) está presente en toda Andalucía, con la excepción de las zonas montañosas más altas. La malva común (Malva sylvestris) está presente en toda Andalucía, salvo en las zonas montañosas y en los litorales.
La correhuela (Convolvulus althaeoides) está presente en toda la cuenca del Guadalquivir, excepto en las zonas más cercanas a la desembocadura. En Andalucía, las hierbas primavera (Primura vulgaris) y saxifraga (Saxifraga biternata) y el arbusto rascavieja (Adenocarpus decorticans) están presentes en las zonas montañosas de los tramos alto y medio del Guadalquivir y, fuera de esos entornos, pueden encontrarse también en la sierra de Málaga. En Andalucía, el lino azul (Linum narbonense) se encuentra alejado del curso del río en los tramos alto y medio, así como en el este de la provincia de Almería. La violeta común (Viola odorata) está presente en las zonas más montañosas que van quedando a los lados del Guadalquivir y en la sierra de Málaga. La taraje (Tamarix africana) puede encontrarse en toda la cuenca del río y en todo el litoral andaluz, con la excepción de la costa de la provincia de Granada.
La adelfa (Nerium oleander) crece en Andalucía en el cauce alto y medio del Guadalquivir, así como en Sierra Morena y en la sierra de Huelva. Ha sido una especie muy usada en la jardinería.
La achicoria (Cichorium intybus), el trébol de los prados (Trifolium pratense), y la madreselva (Lorichera perychemenum) pueden encontrarse en toda Andalucía, exceptuando solamente el este de la provincia de Almería.
El jacinto (Muscari conosum) de penacho puede encontrarse al sur del cauce medio del Guadalquivir y en la provincia de Almería. La campanilla de roca (Campanula velutina) puede encontrarse por todo el norte de Andalucía y por todo el este de la provincia de Jaén (lo que incluye el cauce alto del Guadalquivir), el norte de la provincia de Granada y el oeste de la provincia de Almería.
La hierba de vaca (Vaccaria hispanica) está presente en una ancha franja que abarca el norte de las provincias de Sevilla, Cádiz y Málaga, el sureste de la provincia de Huelva, y el sur de la provincia de Córdoba y el suroeste de la provincia de Jaén.
Además de las especies nombradas, pueden encontrarse en la cuenca del Guadalquivir otras especies arbustivas o herbáceas propias del clima mediterráneo.

### Fauna

#### Mamíferos
En el parque nacional de Doñana y en todo el entorno montañoso del norte del Guadalquivir existen ejemplares de lince ibérico. En zonas montañosas del curso alto y en Sierra Morena vive la cabra montés. En el curso alto convive con ella el muflón. En toda la zona norte de Andalucía, incluida la parte del cauce alto, hay comadrejas. En el cauce alto y medio, así como en las zonas montañosas del norte de Andalucía, está presente la jineta. La nutria tiene su hábitat en todo el cauce, aunque hay pocos ejemplares. En el cauce alto está presente el lobo. En el cauce medio y alto está presente la ardilla. En Doñana y en los cauces alto y medio están presente el corzo, el gamo y el jabalí.

#### Aves

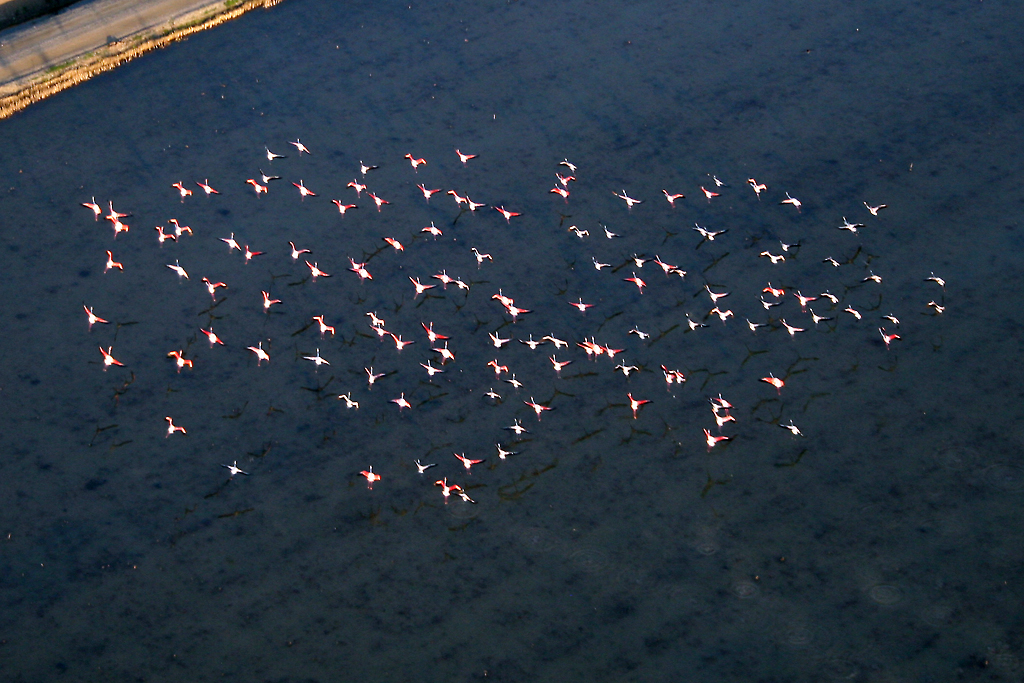
Bandada de flamencos sobre el Guadalquivir

La cuenca del Guadalquivir es un lugar habitual para la observación de distintas especies de aves.
Hay algunas especies que, en esta cuenca, prácticamente solo pueden encontrarse en Doñana, como son el águila imperial, la malvasía el flamenco y la cigüeñuela. La cuenca también abarca especies en peligro de extinción, como la mencionada águila imperial, la cerceta pardilla, la focha moruna, la garcilla cangrejera, y el porrón pardo. El buitre leonado, presente en la cuenca, estuvo en peligro de extinción en los años 90, pero su población parece haberse recuperado en toda la península.
El avetoro común se creyó extinguido como reproductor en el Bajo Guadalquivir, aunque se fueron descubriendo nidos a partir de 2002.

#### Peces

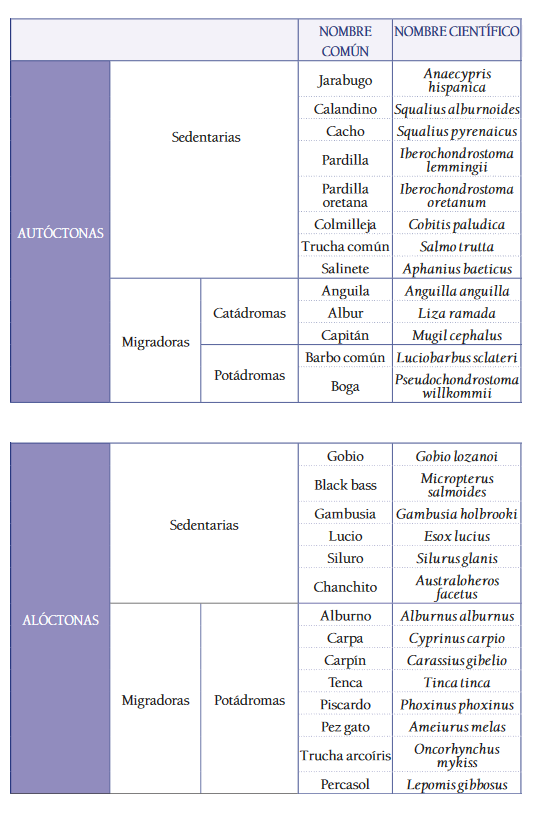
Especies de peces autóctonos y alóctonos del río Guadalquivir.

Entre los peces más conocidos están el barbo y la boga de río. En Andalucía podemos encontrar al barbo en las cuencas del Guadalquivir y el Guadiana. La saboga también se encuentra en el Guadalquivir y en el Guadiana, aunque es menos frecuente en este último río. La boga de río es un pez que se puede encontrar en muchos ríos y embalses de Andalucía y puede alcanzar unos 24 centímetros.
El fartet, el salinete, el esturión, la lamprea marina y el jarabugo están prácticamente extintos en este río.
La presencia de varias especies foráneas ha hecho que el número de especies endémicas en el Guadalquivir haya disminuido.

## Economía

### Comercio
El Guadalquivir supone una salida de Andalucía Occidental al Atlántico. Tartessos exportaba estaño, que embarcaba en el litoral andaluz y en el Guadalquivir. Según el geógrafo Estrabón, en la región de Turdetania se exportaban por este río: "Mucho trigo, vino y aceite, no solo en cantidad, sino también, muy bueno. Igualmente, exporta cera, miel, pez, mucho kermes y almagre".
En la antigüedad era navegable hasta su curso medio. No obstante, según Estrabón, a partir de la actual Alcalá del Río la navegación debía ser con barcas. En la época romana se comerciaba por el río con ánforas llenas de distintos productos. El vino y el aceite de oliva que se transportaban por este río llegaba a otros lugares del Imperio. Era habitual que el vino y el aceite fuera llevado a los puertos de Puteoli y Ostia. Además del principal Puerto de Híspalis, también había algunos muelles y embarcaderos en los esteros de Asta Regia (Mesas de Asta) y Nebrissa (Lebrija). Los minerales extraídos de Almadén, Río Tinto y Aznalcóllar eran embarcados en el Guadalquivir con destino a Roma.
Este comercio con Roma, que tuvo su auge en los siglos I y II, decayó a partir del siglo III, a causa de la decadencia imperial. Las exportaciones desde el Guadalquivir siguieron disminuyendo a medida que se entraba en la Alta Edad Media, hasta la época visigoda.
Con Fernando III se creó un cuerpo de barqueros que transportaban mercancías desde Sevilla hasta Córdoba. Estos fueron conocidos como los "barqueros de Córdoba". Este era un grupo de unas cuarenta personas que tenía su sede en Sevilla. El transporte de mercancías por estos barqueros estuvo exento de impuestos. Estas eran barcas de remos que tenían entre 7 y 10 metros de eslora y poco calado. Fernando IV, Alfonso XI y Pedro I establecieron que quienes poseyeran molinos (aceñas) y presas (azudas) en el Guadalquivir debían dejar paso a los barqueros. No obstante, los privilegios fiscales para los barqueros de Córdoba cesaron con Pedro I. Además, los nobles cerraron algunos canales fluviales construidos en sus señoríos. Esto, unido a la dificultad de las comunicaciones terrestres, disminuyó el comercio entre Córdoba y Sevilla. No obstante, se siguieron realizando algunos envíos entre Córdoba y Sevilla por barca durante el siglo XV.
Entre los siglos XIII y XV se exportaban por el Puerto de Sevilla cereales, aceite, vino, garbanzos, habas, grana, lana, pieles, azafrán, tintes, sustancias para curtir, jabones, diversos metales y objetos suntuarios. Este comercio estaba protagonizado por comerciantes sevillanos, genoveses, vizcaínos, catalanes y burgaleses. El producto más exportado era el aceite, que se obtenía en la campiña o en el Aljarafe, se metía en toneles y se llevaba a Inglaterra, Flandes, Génova, Lisboa, Quíos y otros lugares. El jabón, producido en las Reales Almonas de Sevilla, se enviaba a Amberes. La lana andaluza y extremeña se enviaba a Génova. El vino producido en la Sierra Norte de Sevilla, los Alcores y el Aljarefe se enviaba a Irlanda, Normandía y Bretaña. El metal de Almadén era exportado a Brujas, Génova, Florencia, Quios y Siria. En los siglos XV y XVI las proporciones de los envíos cambiaron, ya que el aumento de población de Sevilla y la necesidad de proveer a los barcos que iban a las Indias aumentaron las exportaciones de cereal.
El asiento real que dio a Sevilla el monopolio del comercio con las Indias entre 1503 y 1717 aumentó el volumen comercial del puerto. Los barcos que llegaban de América descargaban metales preciosos, perlas, cueros, azúcar, sebo, zarzaparrilla, algodón, palo brasil, guayacán, añil, maderas preciosas y otras mercancías.
Del siglo XIX es un proyecto de crear un canal por el río, nunca realizado
Entre la década de 1940 y la década de 1970 hubo un gran aumento del comercio con el Puerto de Sevilla, que es el único puerto comercial interior de España y que se encuentra a 80 km de la desembocadura. Entre 1941 y 1970 el Puerto de Sevilla ha realizado importaciones y exportaciones en cantidades superiores a 100 toneladas prácticamente con todos los países americanos y europeos con salida al mar, así como con Australia, Japón y el sur de África. A comienzos de los 60 superó los 2 000 000 t con Europa. En 1946 superó las 150 000 t con Asia (aunque en los 70 había disminuido en torno a las 50 000 t). Desde los 40 el comercio con América no hizo más que aumentar, llegando en 1970 a más de 1 300 000 t. El comercio con África aumentó desde los 40 desde las 100 000 t hasta llegar a las 800 000 t en los 60, aunque en los 70 disminuyó hasta las 600 000 t. El comercio con Australia pasó de niveles muy bajos en los 40 a las más de 3000 t en 1970.
El puerto de Sevilla ha continuado creciendo a finales del siglo XX y comienzos del XXI, tanto en infraestructuras como en volumen de comercio. En 2016 alcanzó los 2,3 millones de toneladas. Entre los envíos destacan los de cereales, harina y metales.

### Transporte de pasajeros y cruceros

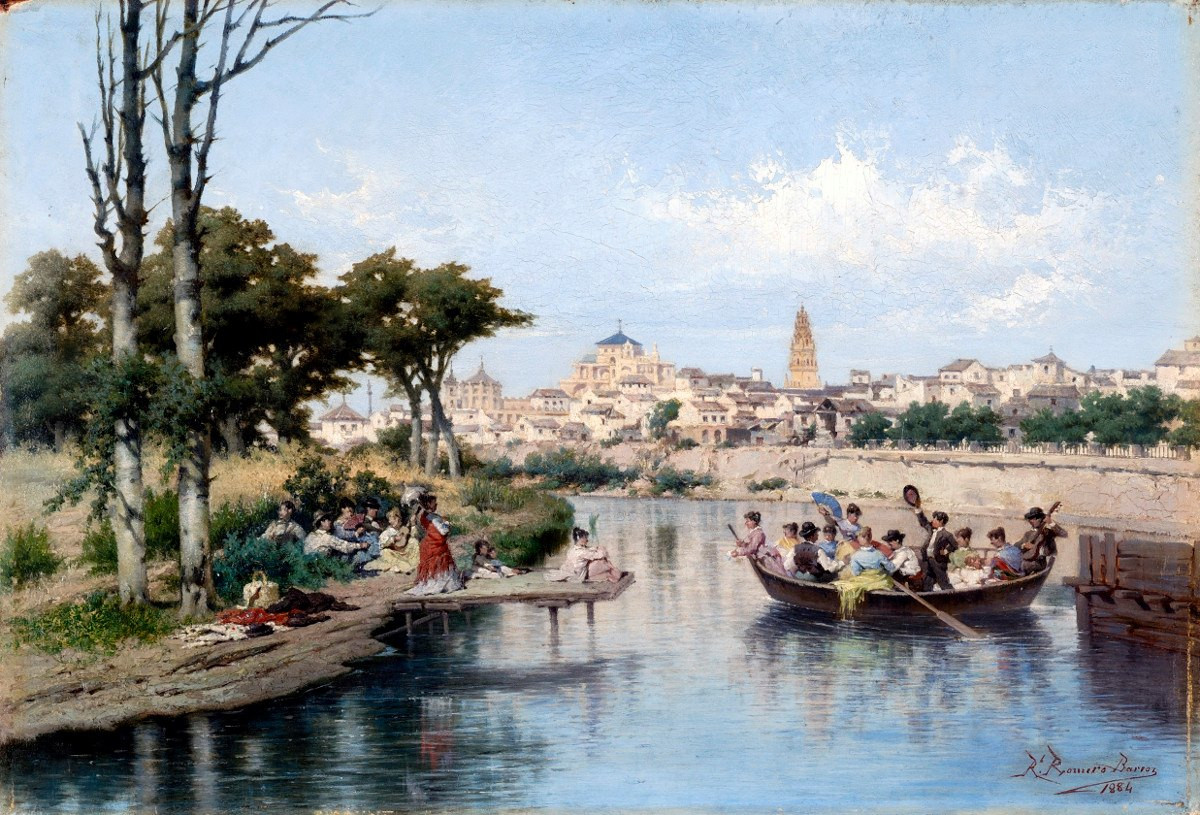
Un domingo en Córdoba a orillas del Guadalquivir, obra de Rafael Romero Barros (1884).

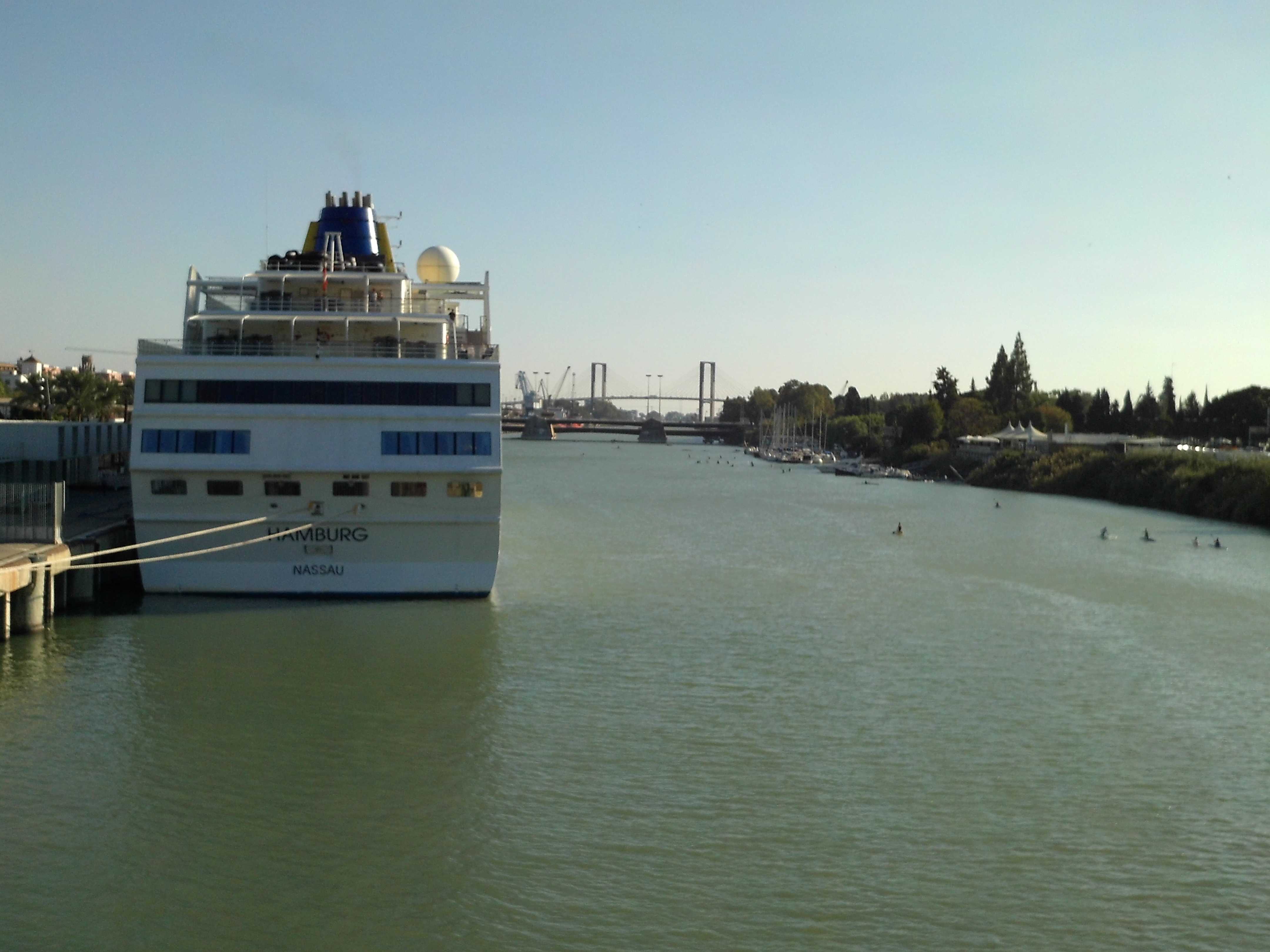
Crucero "Hamburg" en la dársena del Guadalquivir, Sevilla

A comienzos del siglo XIX, en 1817, fue construido en Triana el primer barco de vapor construido en España, el Real Fernando, para unir la Sevilla con Sanlúcar de Barrameda, que redujo la navegación entre ambas localidades de entre ocho y nueve días debido a la dificultad de la navegación a vela del Guadalquivir a sólo nueve horas.
A mediados del siglo XIX, gracias al barco a vapor, se empezaron a crear líneas de barcos pasajeros. Entre estas compañías se pueden citar Segovia, Cuadra y Compañía (a Marsella) (1858, refundada en 1892 como Compañía Sevillana de Navegación a Vapor), Ibarra y Compañía (a Bilbao) (1860), Vinuesa, Alcón y Compañía (a Marsella) (1861), Juan Cunningham y Compañía (a Londres) (1861), M. Sáenz y Compañía (a Liverpool) (1872), Casanovas y Compañía (Algeciras-Ceuta-Tetuán) (1863) y Ricardo Trías y Compañía (a Cádiz) (1871).
En la actualidad, Sevilla es una escala de cruceros turísticos.

### Pesca
Históricamente (con datos desde el siglo XIII) se han pescado en el Guadalquivir las siguientes especies: lamprea, sábalo, saboga, picón, machuelo, alguila, zafio, róbalo, sollo (esturión), pejerrey y albur.
La construcción de la presa de Alcalá del Río en 1931 imposibilitó la migración reproductora aguas arriba de las especias anádromas (salmónidos, acipenséridos y clupeidos) que buscan aguas limpias, oxigenadas y corrientes para realizar la freza, o de aquellas que viven en el río durante el periodo pre-reproductivo (anguila y pejerrey), que han quedado atrapadas aguas arriba de la presa formando poblaciones relícticas. La construcción de esta presa produjo la práctica desaparición de los sollos en el río en la década de 1970. Esta especie era pescada para obtener caviar en Coria del Río. En la actualidad, los corianos siguen pescando el albur, floreciendo alrededor de esta pesca, una rica gastronomía local. 
Entre 1965 y 1966 se introdujo el black-bass o perca americana en la dársena para la pesca deportiva, lo que transformó la comunidad íctica de la zona.
A finales del siglo XX se desarrolló mucho en el Bajo Guadalquivir la pesca de la anguila, el cangrejo rojo y el camarón. En 2011 las autoridades prohibieron la captura de la anguila por ser una especie en peligro de extinción. El cangrejo rojo fue introducido en 1974 y supone una importante fuente de ingresos para Isla Mayor. Además, sirve de alimento a muchas aves pescadoras.
En 2010 se protege la angula (Anguilla anguilla), en peligro de extinción, de la pesca ilegal, aunque se permite su consumo.

### Agricultura
En 2013 se contabilizaron 883 083 hectáreas de cultivos de regadío en la cuenca del Guadalquivir. Está muy extendido el olivar. En el Bajo Guadalquivir es frecuente el cultivo del arroz, del cual hay más de 35 000 hectáreas.

## En la literatura
El Guadalquivir es el río más importante de Andalucía por su longitud, su caudal y por la superficie de su cuenca. Por ello, ha servido de inspiración de algunos literatos que han pasado por el sur de España.
Anacreonte (560-478 a. C.) menciona en una estrofa al río. También es mencionado en poemas antiguos por autores como: Festo Rufo Avieno (siglo IV d. C.), Marco Valerio Marcial (siglo I d. C.), Al Kutandi, Alfonso X el Sabio (siglo XIII), fray Luis de León (1527-1591), Juan de la Cueva (1606), el marqués de Santillana (1388-1458), Gutierre de Cetina (1520–1554), Gonzalo Argote de Molina (1548-1608) y Juan de Mal Lara (1525-1571).
En el siglo XV Jorge Manrique escribió Coplas a la muerte de su padre, probablemente en Segura de la Sierra, que es una población ligada al curso alto del Guadalquivir. Los versos más conocidos de esta obra dicen:

Nuestras vidas son los ríos

que van a parar a la mar

que es el morir

En el siglo XVII, Francisco de Quevedo escribió:

Naces Guadalquivir de fuente pura

Donde de tus cristales, leve el vuelo,

Se retuerce corriente por el suelo

Después de que se arrojó por peña dura
Francisco de Quevedo

También en el Siglo de Oro, Luis de Góngora y Argote le dedicó un par de estrofas. En una de ellas escribió:

Arroyo, ¿en qué ha de parar
tanto anhelar y morir,
tú por ser Guadalquivir,
Guadalquivir por ser mar?
Fragmento de la letrilla Contra un privado

¡Oh gran río, gran rey de Andalucía,
De arenas nobles ya que no doradas!
Fragmento de A Córdoba

En el siglo XIX es mencionado en poesías de Carlos Fernández Shaw y Adriano del Valle. En 1898 fue inspiración para una poesía llamada El Río de Vicente Aleixandre. En el siglo XX el río continuó siendo fuente de inspiración para autores como: Juan Rejano (1900), Mario López (1918), Fernando de los Ríos (1921), Antonio Luis Baena (1932), Arcadio Ortega Muñoz (1938), Pío Gómez Nisa, Manuel Lozano Hernández y Concha Lagos (1916). En una lápida en Cañada de las Fuentes está escrito un poema de los hermanos Álvarez Quintero que dice:

¡Detente aquí viajero! Entre estas peñas

Nace el que es y será Rey de los ríos

Entre pinos gigantes y bravíos

Que arrullan su nacer y ásperas breñas
Hermanos Álvarez Quintero

Antonio Machado, nacido en Sevilla, escribió varios versos sobre el Guadalquivir, entre los que están los siguientes:

¡Oh Guadalquivir!

Te vi en Cazorla nacer;

hoy, en Sanlúcar morir.

Un borbollón de agua clara,

debajo de un pino verde,

eras tú, ¡qué bien sonabas!

Como yo, cerca del mar,

río de barro salobre,

¿sueñas con tu manantial?
De los «Proverbios y cantares» del libro Nuevas canciones

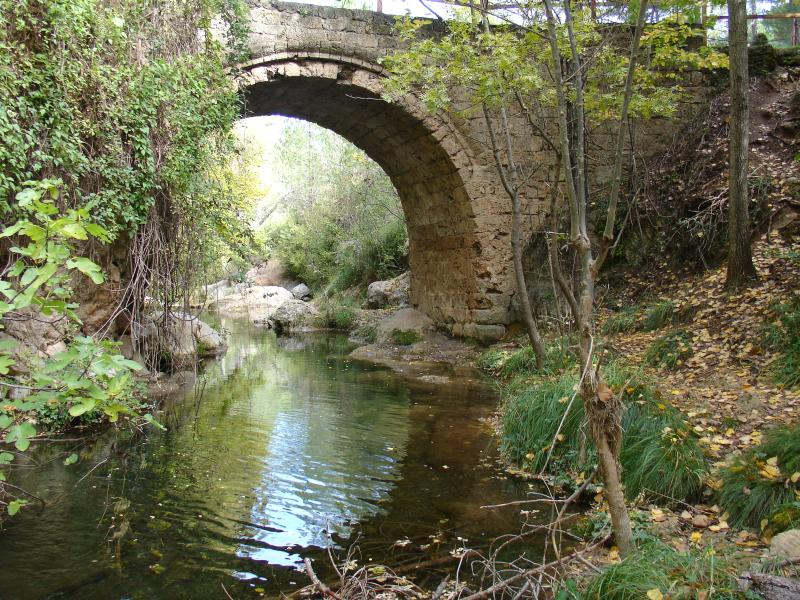
Puente de las Herrerías, provincia de Jaén
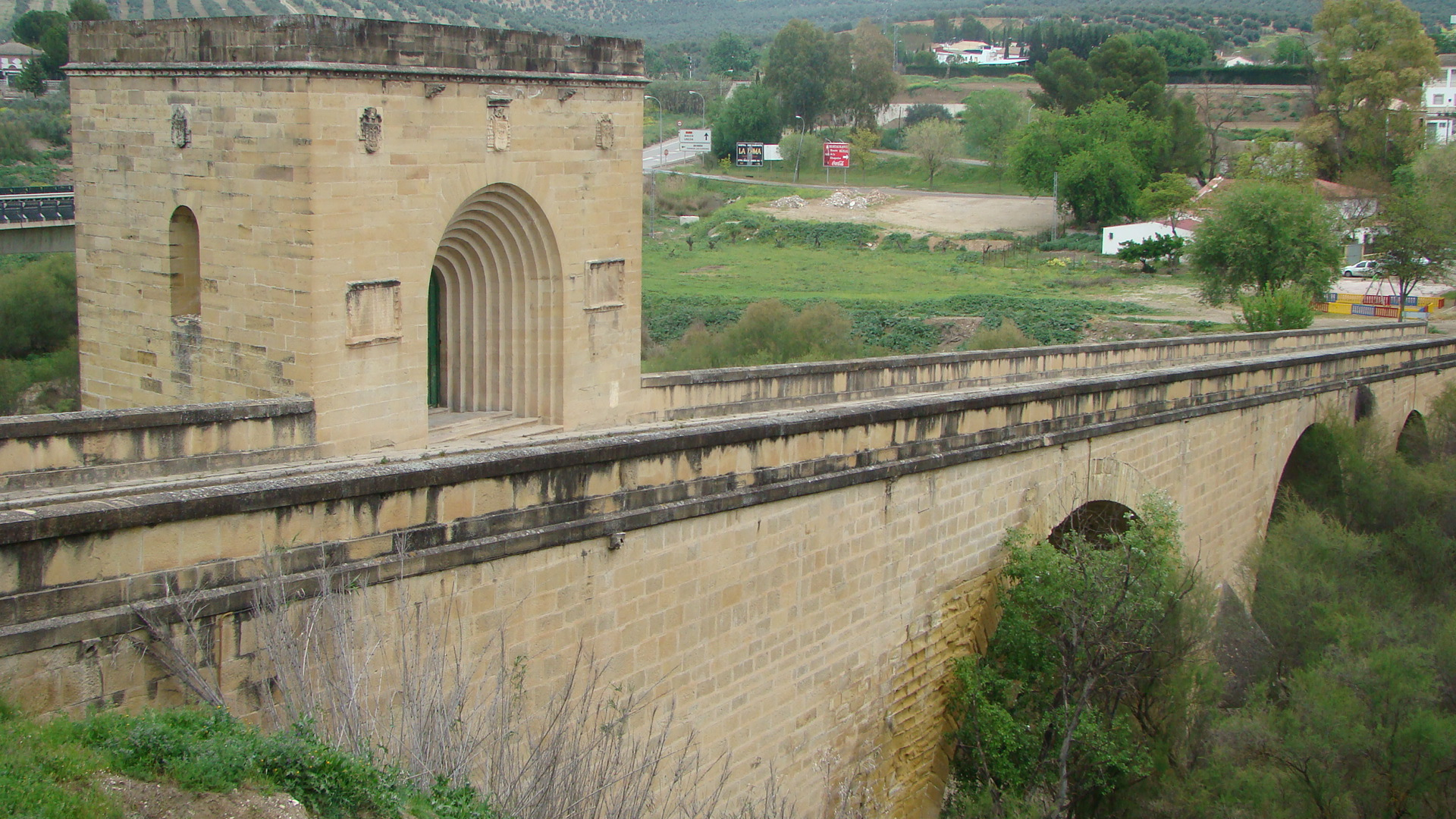
Puente del Obispo, provincia de Jaén
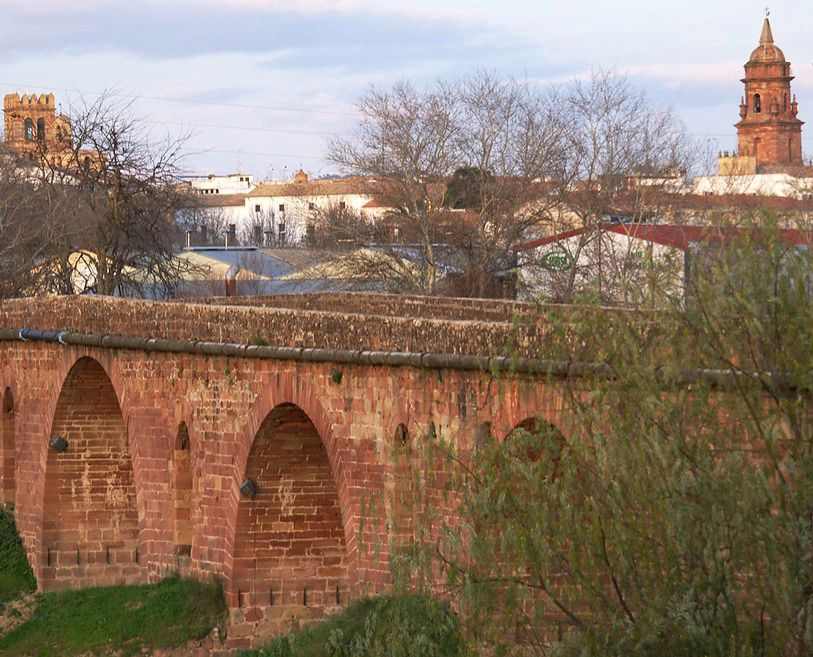
Puente Romano de Andújar
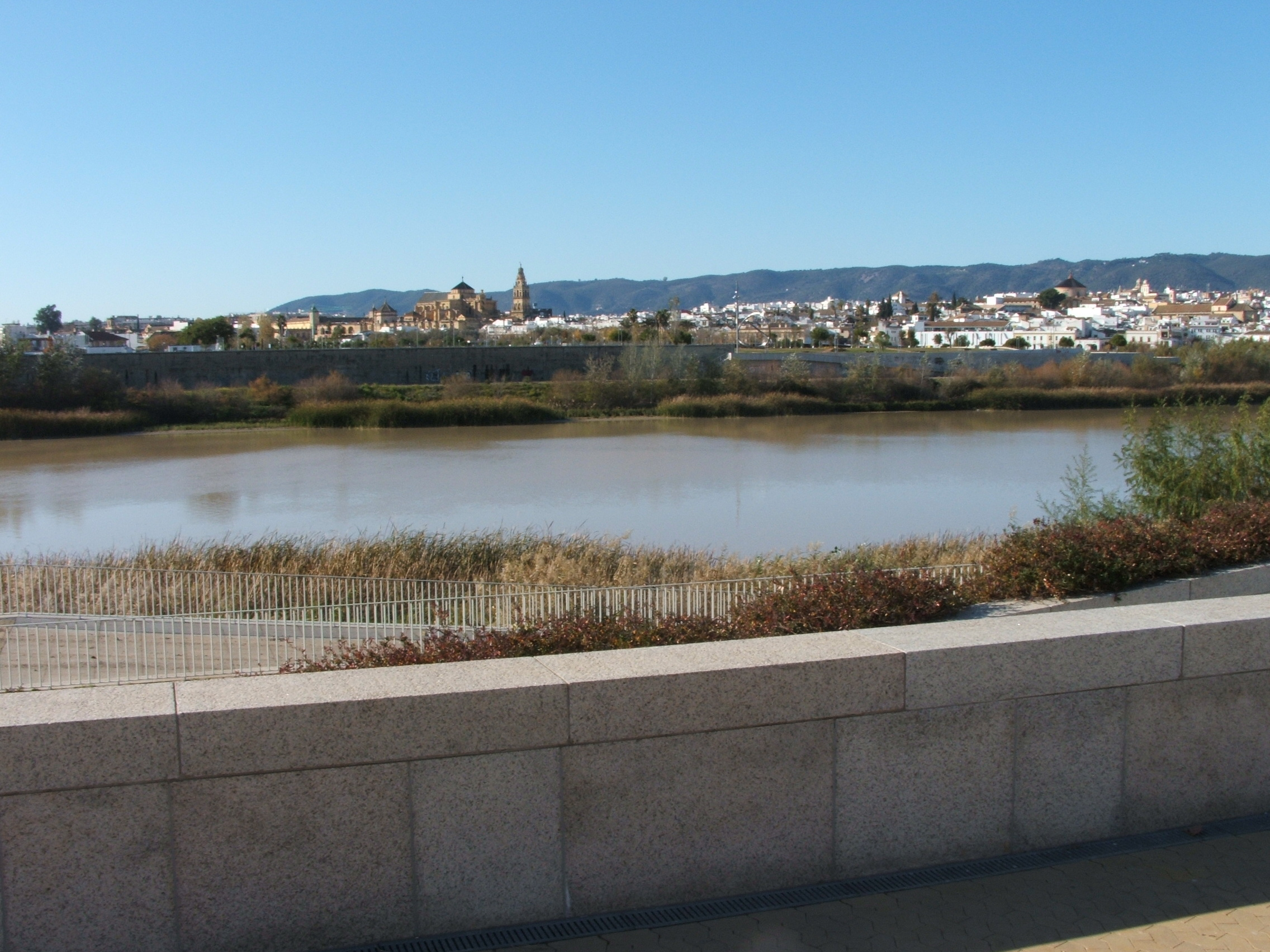
Guadalquivir a su paso por Córdoba
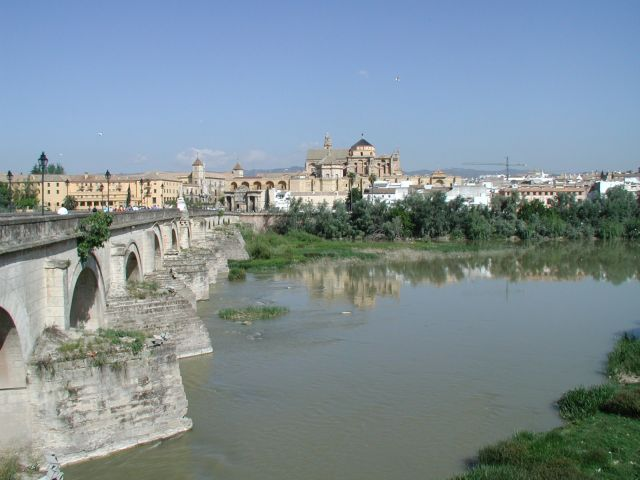
Puente Romano, Córdoba
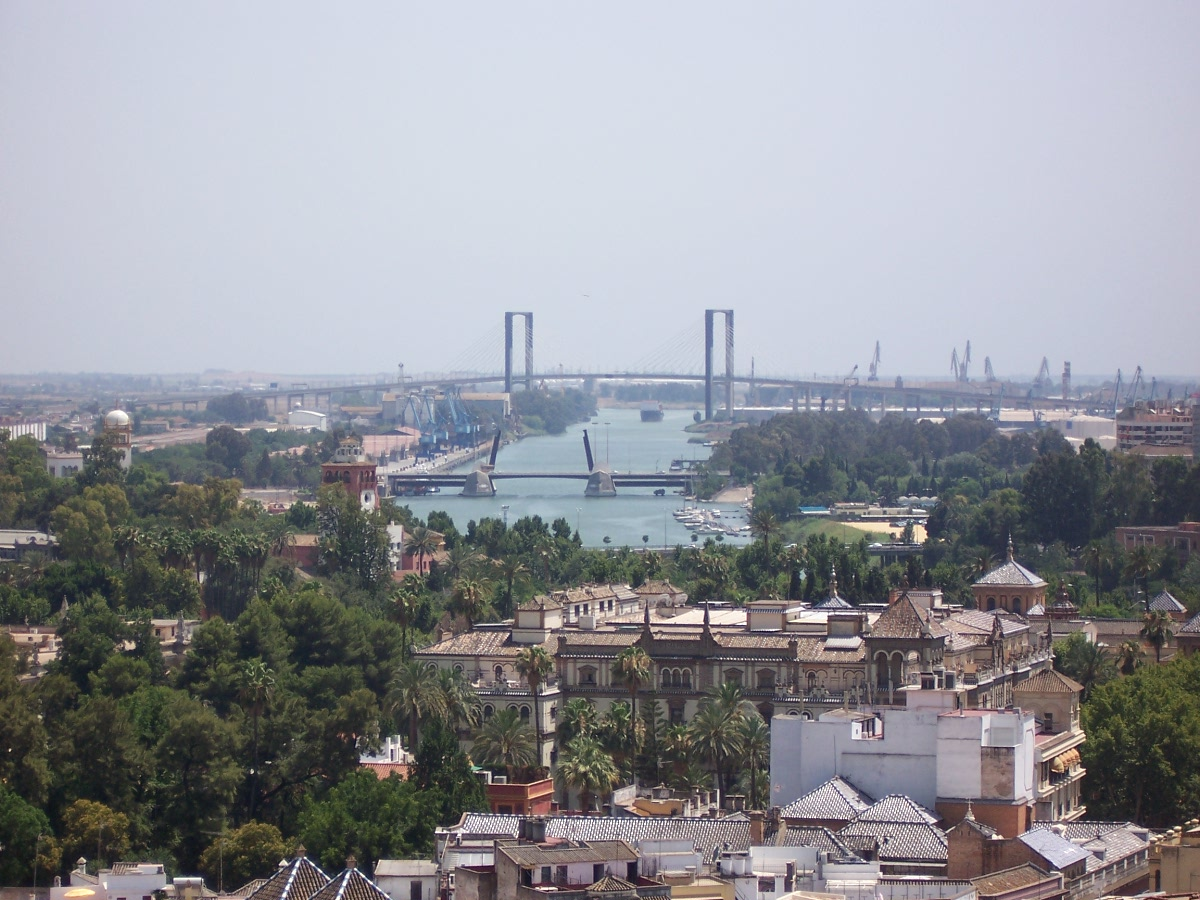
El puente del Centenario, Sevilla
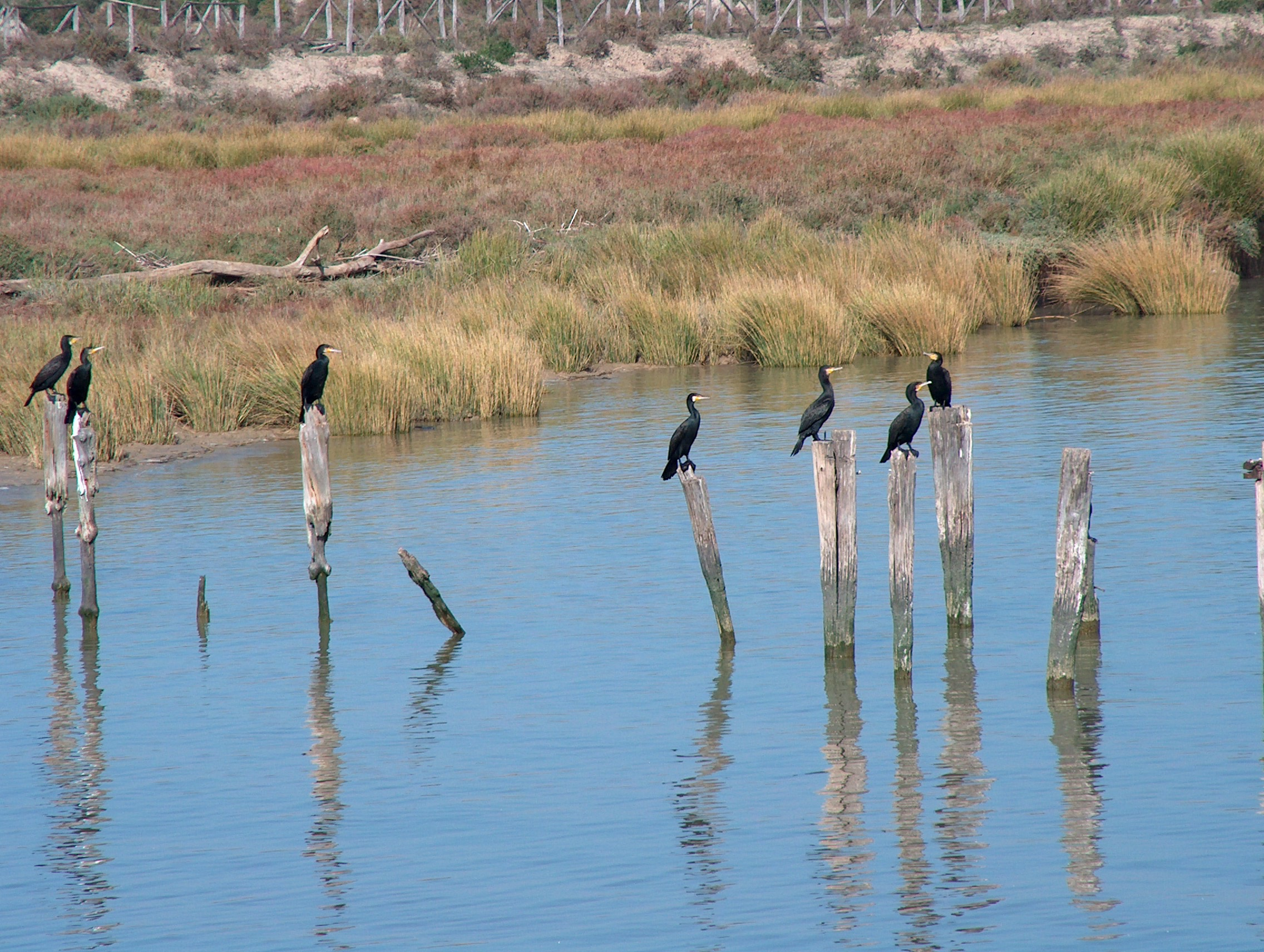
Cormoranes del bajo Guadalquivir (Doñana)
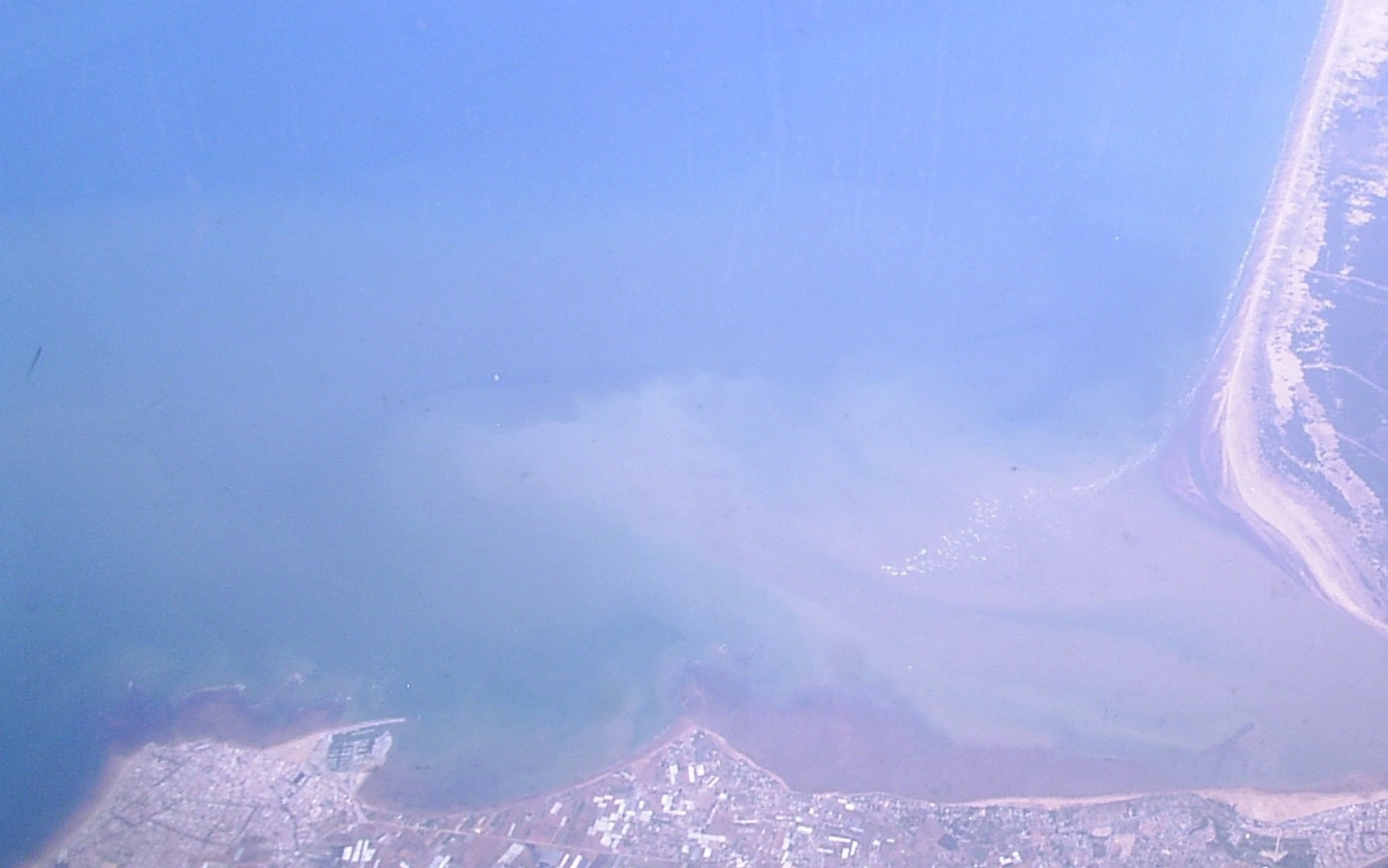
Desembocadura

## Administración

Zona de dominio por la Administración de la Cuenca Hidrográfica del Guadalquivir

La gestión está a cargo de la Confederación Hidrográfica del Guadalquivir, dependiente del Gobierno del Estado. El Estatuto de Autonomía de 2007 daba a la Junta de Andalucía la gestión del río. No obstante, esto contravenía las normas estatales sobre cuencas hidrográficas que abarcasen varias comunidades autónomas. Por este motivo, en 2011 el Tribunal Constitucional anuló ese artículo del estatuto y la gestión volvió a estar a cargo de la Confederación Hidrográfica del Guadalquivir.
Desde 2009, 53 de los 57 embalses de la cuenca pasaron a ser gestionados por la Junta de Andalucía. Los embalses del Fresneda y Montoro (ambos en la provincia de Ciudad Real) seguirían en manos del Estado. Los embalses de Jándula y Pintado tienen una gestión conjunta del Estado y la Junta. En 2010 Junta, por falta de solvencia económica, devolvió la gestión al Estado de La Breña II y del Arenoso. Con la sentencia de 2011 todos los embalses volvieron a estar a cargo de la Confederación Hidrográfica del Guadalquivir.

## Dragado de ampliación
El dragado para ampliar la profundidad del río Guadalquivir se planificó entre 2001 y 2013, aunque finalmente no se llevó a cabo. 
En 2001 la Autoridad Portuaria de Sevilla remitió el expediente completo de la obra a la Dirección General de Calidad y Evaluación Ambiental. Este asunto fue por la organización ecologista WWF-Adena llevado a la Sala de lo Contencioso Administrativo del TS, que ordenó un estudio más detallado. En líneas generales, la ampliación del dragado del río consiste en la profundización y el ensanche de prácticamente todo el tramo navegable del Guadalquivir (86 kilómetros, desde Punta del Verde hasta el bajo de Salmedina). Actualmente el calado medio del río es de 6,5 metros, pero tras esta actuación sería de entre 7,6 y 8 metros, dependiendo de los tramos. Es decir se profundizaría 1,5 metros el fondo del canal. El proyecto base también contempla dragados de mantenimiento durante un plazo de 20 años.
Un aumento de la capacidad del río podría traer consigo un aumento en la salinidad del cauce, lo que podría perjudicar los cultivos del Bajo Guadalquivir. Esta fue la principal razón por la que el Ministerio de Agricultura decidió en 2013 no acometer este dragado de ampliación.

## Contaminación
A partir de 1963 la organización WWF hizo una colecta para comprar terrenos de Doñana (en el Bajo Guadalquivir) y darles una protección. El biólogo José Antonio Valverde ayudó en el proceso de crear un parque nacional. No obstante, en la actualidad hay abundancia de pozos ilegales.
Aunque desde finales del siglo XX se han realizado grandes avances, en 2007 se contabilizó que el 30% de los vertidos que se realizaban al Guadalquivir estaban sin depurar. La mayor parte de estos vertidos proviene de municipios pequeños o de residuos orgánicos de la industria agrónoma. La Confederación Hidrográfica del Guadalquivir tramita muchas multas al año por este motivo a ayuntamientos e industrias.
Los grupos ecologistas dicen que los proyectos mineros y de gaseoductos planteados en la zona pueden suponer un atentado contra este entorno. El vertido de una balsa de lodos tóxicos en 1998 provenientes de la minería de la empresa sueca Bolidén en un afluente del Guadalquivir provocó una catástrofe ecológica, que se vino a llamar "el Desastre de Aznalcóllar". Limpiar ese entorno costó 89 millones de euros, de los cuales Bolidén se desentendió. Por ello, en el caso de reabrirse la mina de Aznalcóllar en el contrato se especifica que no exista balsa de lodos. En 2005 la Junta de Andalucía detectó que la mina de cobre Las Cruces había vertido arsénico en un acuífero cercano al curso del río, lo que ha terminado en un conflicto judicial.

## Tráfico ilícito
El Bajo Guadalquivir es un punto de entrada de hachís desde el norte de África. Esto ha llevado a las autoridades a poner un control en el Puerto de Chipiona, junto a la desembocadura.